# Macbeathova ploskev
Macbeathova ploskev se v teoriji Riemannovih ploskev in hiperbolični geometriji imenuje tudi Fricke-Macbeathova krivulja. Ima rod enak 7. Spada med Hurwitzeve ploskve.
Grupa avtomorfizmov Macbeathove ploskve je enostavna grupa PSL(2, 8), ki vsebuje 504 simetrije.
Ploskev je leta 1899 odkril matematik Robert Fricke (1881-1930). Imenuje se po Alexandru  Macbeathu, ki je neodvisno ponovno odkril isto krivuljo. 